# Cotini
I Cotini erano un'antica popolazione di  origine celtica, che abitava i territori della Pannonia a nord del fiume Drava. In seguito migrò a nord del Danubio.

## Storia

### Tra il I secolo a.C. ed il I secolo d.C.
Erano stanziati all'epoca di Augusto nella piana ungherese compresa tra il lago Balaton a nord ed il fiume Drava a sud. Erano probabilmente vicini degli Anartii, che abitavano l'Ungheria nord-orientale, al confine settentrionale con la Dacia, attorno al futuro castra di Aquincum. A sud erano vicini degli Iasi e degli Andiziati, mentre ad ovest dei Serreti, ad est degli Ercuniati ed a nord degli Anartii ed Eravisci.
Entrarono in contatto con l'impero romano, in seguito alla spedizione effettuata da uno dei generali di Augusto, l'allora governatore dell'Illirico, Marco Vinicio, come riporta un'iscrizione trovata a Tuscolo, vicino a Frascati che recita: 
( AE 1895, 122)
Migrarono quasi certamente al termine delle campagne di Augusto (dal 13 a.C. al 9 d.C.), volte ad occupare l'intera area dalmato-pannonica a sud del fiume Drava. Tacito, infatti, li posiziona lungo la catena montuosa dei Carpazi occidentali e dei monti Tatra alla fine del I secolo d.C., loro nuova "residenza". Tacito scrive infatti che «poche sono le zone pianeggianti in cui questi popoli si trovano; essi occupano passi e cime di montagne».
In questa sede dovevano, però, pagare un tributo ai vicini popoli dei Quadi e dei Sarmati Iazigi, e per loro scavavano, anche, nelle miniere di ferro. Confinavano a sud-ovest con i Quadi, ad est con gli Osii e a nord-ovest con i Marsigni.

### Durante le guerre marcomanniche della seconda metà del II secolo d.C.

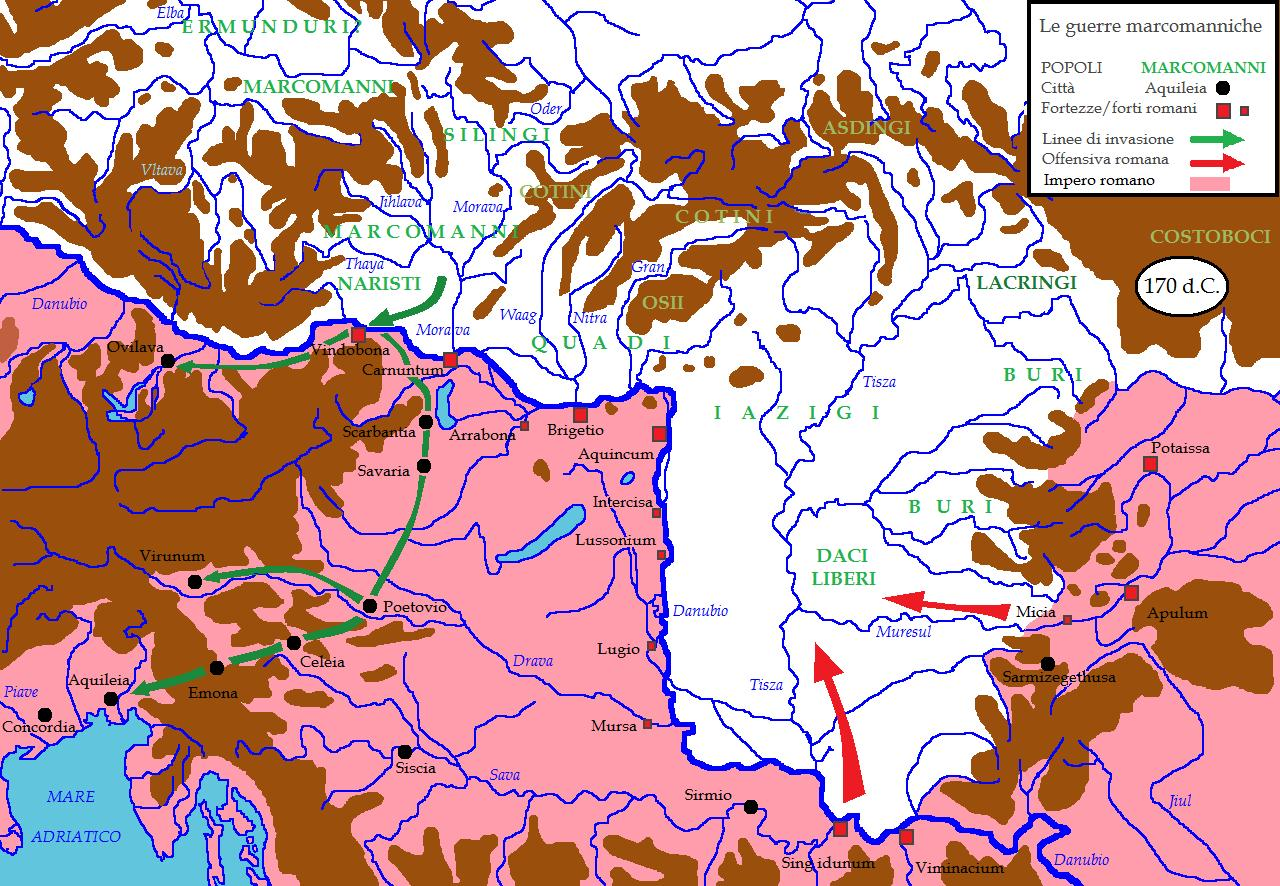
Guerre marcomanniche, 166-188.

Sono ricordati durante le guerre marcomanniche degli anni 167-180 d.C., poiché potrebbero aver partecipato alla grande invasione del 170 d.C., che si spinse fino all'Italia settentrionale, sotto le mura di Aquileia.
Marco Aurelio chiese il loro aiuto contro Marcomanni e Quadi nel 171-172 d.C., tramite il suo segretario  personale, Tarutieno Paterno, ma i Cotini rifiutarono. Pochi anni più tardi i Romani condussero contro di loro una guerra, sterminandoli nel 173 d.C. È possibilie che questa scena di sterminio sia stata rappresentata anche sulla Colonna di Marco Aurelio: scena N.68-69.